# Julia Jones
Julia Jones (Boston, 23 de enero de 1981) es una actriz estadounidense conocida por interpretar a Leah Clearwater en la película de 2010 The Twilight Saga: Eclipse la tercera película basada en la serie Crepúsculo de Stephenie Meyer.

## Biografía
Julia Jones nació en Boston, Massachusetts. Se crio en el vecindario de Jamaica Plain de dicha ciudad. Su ascendencia inglesa por parte de madre, y su padre tiene ascendencia Chickasaw, Choctaw de Mississippi y africana. Frank Jones, su padre, es un conocido abogado de derechos civiles originarios de países del Sur. Penny Wells, su madre, es de origen inglés. Por el lado de su padre, el patrimonio de Jones es negro e indio.
Julia se graduó en la histórica ciudad de Boston Latin School, la escuela más antigua de América, y más tarde la Universidad de Columbia con un título en Filología Inglesa.

## Carrera
Jones estudió en la Escuela de Ballet de Boston a la edad de 4. Comenzó a trabajar en comerciales y obras de teatro locales cuando tenía ocho años. Es también modelo a tiempo parcial. Ha modelado para importantes marcas como Levi's, Gap, Esprit y L'Oréal.
Julia apareció en el vídeo musical de Chuck Wicks, "Hold That Thought". Ha estado en películas como Black Cloud, por la que ganó el premio FAITA a la mejor actriz. Otras películas incluyen California Indian, The Look, Hellride, etc. También participó del popular programa E.R durante cuatro episodios como el personaje de Dr. Kaya Montoya. En 2009, Jones, apareció en la obra de teatro Culture Clash, Palestina, Nuevo México, en el Mark Taper Forum en Los Ángeles.
En 2010, participó de la tercera entrega de La Saga Crepúsculo de Stephenie Meyer, The Twilight Saga: Eclipse, en la cual interpretó el personaje de Leah Clearwater. La actriz repitió su personaje en las siguientes entregas de la Saga. También participó de la película de acción Jonah Hex, allí interpretaba el papel de Cassie la esposa de Hex. En esta película Jones trabajó con Megan Fox, Josh Brolin, y John Malkovich entre otros.
Julia también coprotagoniza la película Winter in the Blood con su compañero miembro de la manada de lobos, Chaske Spencer.
En 2021 caracteriza a Sally en la sitcom Rutherfard Falls.

## Vida personal
Julia mantuvo una relación hasta 2013 con el actor de Como conocí a vuestra madre, Josh Radnor.

## Filmografía
| Año  | Título                                    | Personaje         | Notas                                                 |
| ---- | ----------------------------------------- | ----------------- | ----------------------------------------------------- |
| 2003 | The Look                                  | Gigi              |                                                       |
| 2004 | Black Cloud                               | Sammi             |                                                       |
| 2007 | The Reckoning                             | Gina              | Corto                                                 |
| 2008 | Hell Ride                                 | Cherokee Kisum    |                                                       |
| 2008 | Three Priests                             | Abby              |                                                       |
| 2008 | Urgencias                                 | Dra. Kaya Montoya | Serie de TV; 4 episodios                              |
| 2010 | Jonah Hex                                 | Cassie            |                                                       |
| 2010 | Eclipse                                   | Leah Clearwater   |                                                       |
| 2011 | The Twilight Saga: Breaking Dawn - Part 1 | Leah Clearwater   |                                                       |
| 2011 | California Indian                         | April Cordova     |                                                       |
| 2012 | Missed Connections                        | Tess Wright       |                                                       |
| 2012 | Winter in the Blood                       | Agnes             |                                                       |
| 2012 | Al Descubierto                            | Heather Pierce    | Serie de TV: episodio: "Reservations, I've Got a Few" |
| 2012 | The Twilight Saga: Breaking Dawn - Part 2 | Leah Clearwater   |                                                       |
| 2012 | Rich Girl Problems                        | Celeste           | Corto                                                 |
| 2015 | The Ridiculous 6                          | Smoking Fox       |                                                       |
| 2017 | Wind River                                | Wilma             |                                                       |
| 2018 | Westworld                                 | Kohana            | Serie de TV; episodio: "Kiksuya"                      |
| 2019 | Venganza Bajo Cero                        | Aya               |                                                       |
| 2019 | El Mandaloriano                           | Omera             | Serie de TV; episodio "Chapter 4:Sanctuary"           |
| 2020 | Think Like a Dog                          | Agente Munoz      |                                                       |
| 2021 | Dexter: New Blood                         | Angela Bishop     | Serie de TV; protagónico                              |
| 2024 | Echo                                      | Chafa             | Miniserie; 2 episodios                                |